# Миля лунного света
Миля лунного света (англ. Moonlight Mile) — американская мелодрама 2002 года от режиссёра и сценариста Брэда Силберлинга, который черпал вдохновение из своего жизненного опыта. Он состоял в отношениях с актрисой Ребеккой Шеффер, на момент её смерти от руки одержимого фаната в 1989 году.
Фильм получил своё название в честь одноимённой песни The Rolling Stones. Первоначально фильм должен был называться «Ребёнок в чёрном», после чего название было изменено на «Прощай, привет», а затем на итоговое название. Действие картины разворачивается в 1973 году, широко освещая музыку той эпохи, в том числе The Rolling Stones, Вана Моррисона, Боба Дилана и Элтона Джона.

## Сюжет
Незадолго до свадьбы трагически погибает невеста Джо. Молодой человек считает своим долгом остаться с родителями погибшей девушки. В то время как герой размышляет, сможет ли он когда-нибудь начать жизнь заново, в его судьбе появляется другая.

## В ролях
| Актёр            | Роль         |
| ---------------- | ------------ |
| Джейк Джилленхол | Джо Нэст     |
| Дастин Хоффман   | Бен Флосс    |
| Сьюзан Сарандон  | Джоджо Флосс |
| Эллен Помпео     | Берти Нокс   |
| Холли Хантер     | Мона Кэмп    |
| Дэбни Коулмен    | Майк Малкахи |
| Карина Мелиа     | Диана Флосс  |
| Роксанн Харт     | Джун Малкахи |
| Ричард Т. Джонс  | Тай          |
| Алексия Ландо    | Шерил        |

## Приём

### Кассовые сборы
При бюджете в $ 21 млн фильм заработал по всему миру $ 10 011 050.

### Критика
«Миля лунного света» получил смешанные отзывы от кинокритиков. На сайте Rotten Tomatoes его рейтинг «свежести» составляет 63 % на основе 150 рецензий. Консенсус веб-сайта гласит: «Несмотря на историческую неправдоподобность, в „Миля лунного света“ присутствует хорошая актёрская игра». Metacritic, который выставляет оценки на основе среднего арифметического взвешенного, дал фильму 59 баллов из 100 на основе 16 рецензий. На сайте IMDb картина получила оценку 6,6/10 Кинокритик Роджер Эберт из Chicago Sun-Times поставил фильму 4 звезды из 4, отметив, что «„Миля лунного света“ даёт возможность чувствовать противоречивые вещи».

## Музыка
24 сентября 2002 году Sony Records выпустила саундтрек к фильму.